# El-Tarif

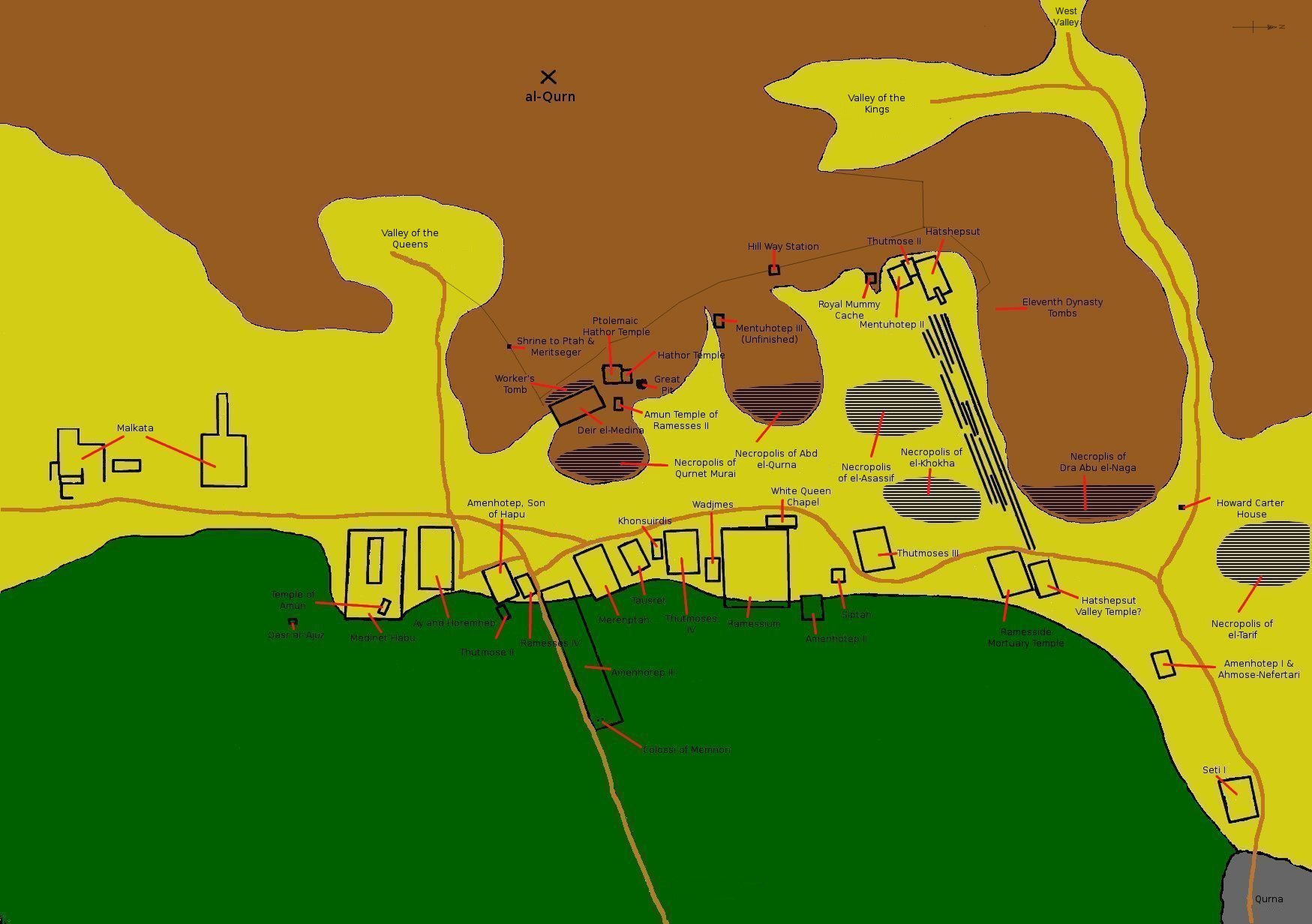
Necrópolis tebana donde aparece la zona de El-Tarif, situada a la derecha del mapa.

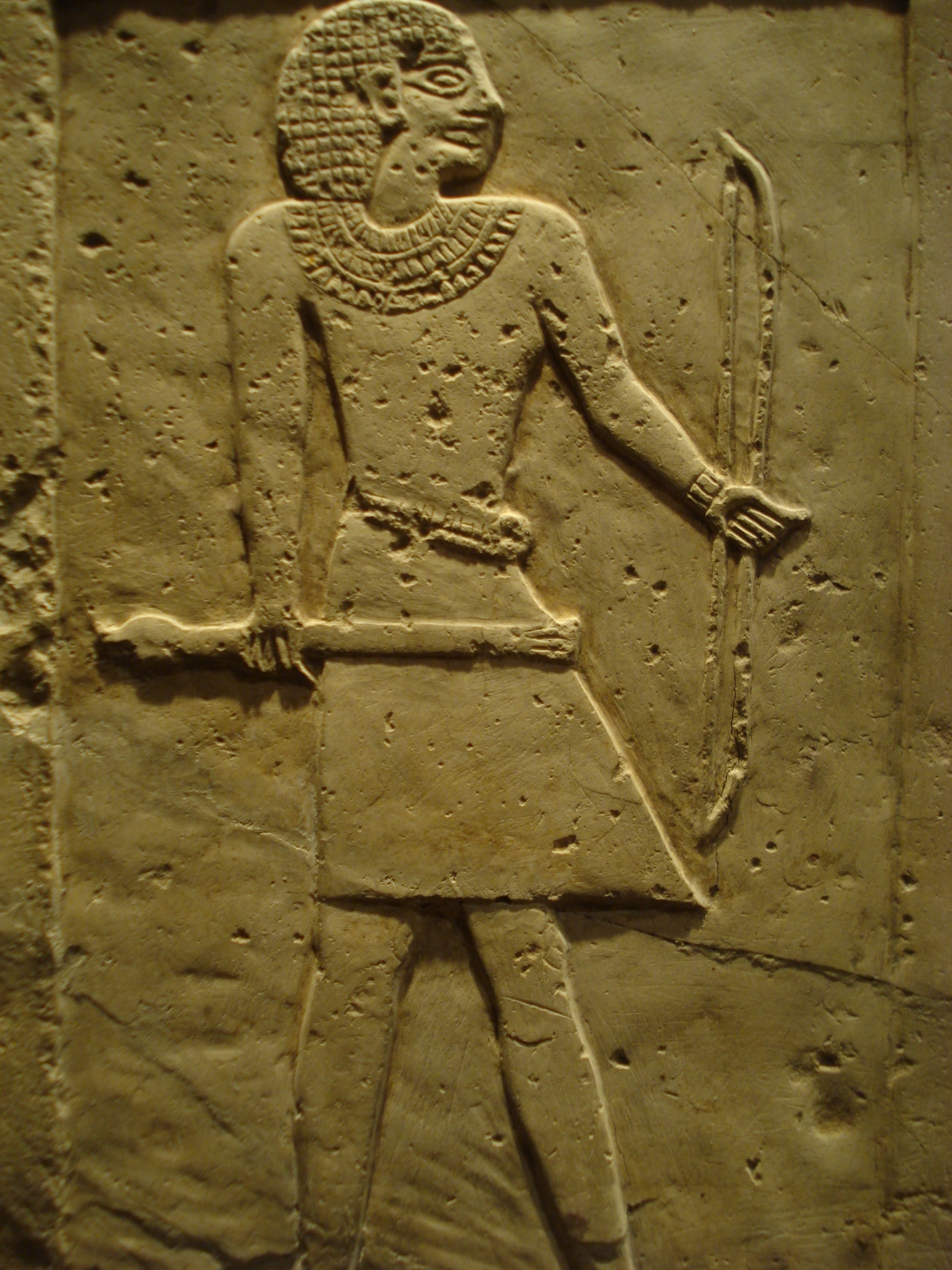
Estela funeraria del arquero Semin. El-Tarif. Dinastía XI.

La necrópolis de El-Tarif o El Tarif (en árabe: إلطارف ‎) está localizada en la ribera occidental del Nilo en Tebas, Egipto, al norte del templo funerario de Seti I. 
Es la necrópolis situada más al norte de las seis existentes en el Valle de los Nobles. Cuenta con cerca de 250 tumbas, principalmente de finales del Primer Periodo Intermedio y principios del Imperio Medio, y otras del Segundo Período Intermedio. 

## Algunas tumbas de El-Tarif
- En El-Dauaba (o El-Saff Dauaba): Tumba de Intef I, dinastía XI.[1]
- En El-Kisasiya (o Saff el-Kisasija): Tumba de Intef II, dinastía XI. En sus cercanías se descubrió una estela con su nombre y está representado con sus perros.[2]
- En El-Baqar (o Saff el-Baqar): Tumba de Intef III, dinastía XI.[3]